# Victor Pecoraro
Victor Daniel de Morais Pecoraro (São Caetano do Sul, 13 de janeiro de 1978) é um ator brasileiro.

## Carreira
Ficou conhecido por sua participação na novela Chocolate com Pimenta, onde interpretou Maurício, neto do conde Klaus (Cláudio Corrêa e Castro) e interpretou o antagonista mimado Rubinho, em Aquele Beijo, novela das 19h da Rede Globo. Antes, chegou a participar das gravações da novela Corações Feridos, do SBT.
Em 2012, o ator se transferiu para a Rede Record para interpretar o personagem Eduardo, protagonista da novela Balacobaco.
Em 2015, estava no ar na telenovela Os Dez Mandamentos. Trabalhou em 2017 na novela Belaventura na RecordTV. Entre 2018 e 2020, ele integrou o elenco de As Aventuras de Poliana no SBT.
Em 2021, foi um dos 22 participantes da décima terceira temporada do reality show A Fazenda, da RecordTV. Victor acabou sendo o quarto eliminado do jogo com 22,82%, numa roça contra Aline Mineiro e Gui Araujo.

## Vida pessoal
Entre 2009 e 2021, foi o companheiro da modelo Renata Muller, com quem tem duas filhas, Sophia e Rebekah. O casamento ocorreu em 2019, com cerimônia transmitida pelo programa Fábrica de Casamentos.
Em 2023 casou-se com a atriz Rayanne Morais. Juntos, ficaram em terceiro lugar na final do reality show Power Couple Brasil, em 2025.

## Filmografia

### Televisão
| Ano       | Título                        | Personagem                        | Notas                          | Emissora |
| --------- | ----------------------------- | --------------------------------- | ------------------------------ | -------- |
| 2002      | Marisol                       | Claudinho                         |                                | SBT      |
| 2003      | Chocolate com Pimenta         | Maurício Von Burgo                |                                | TV Globo |
| 2006      | Cobras & Lagartos             | Robernilson                       |                                | TV Globo |
| 2007      | Sete Pecados                  | Michelo                           | Episódio: "18 de junho"        | TV Globo |
| 2007      | Duas Caras                    | Marcello                          | Episódios: "13–19 de maio"     | TV Globo |
| 2008      | Faça Sua História             | Sérgio                            | Episódio: "Super-Mamãe Suzete" | TV Globo |
| 2009      | Negócio da China              | Felisberto                        | Episódio: "13 de março"        | TV Globo |
| 2010      | Tempos Modernos               | Ricardo Maurício (Maurição)       |                                | TV Globo |
| 2011      | Aquele Beijo                  | José Rubens Lemos de Sá (Rubinho) |                                | TV Globo |
| 2012      | Dança dos Famosos             | Participante (11º lugar)          | Temporada 9                    | TV Globo |
| 2012      | Corações Feridos              | Vitor Almeida Varela              |                                | SBT      |
| 2012      | Balacobaco                    | Eduardo Sampaio Corrêa Junior     |                                | Record   |
| 2015      | Milagres de Jesus             | Naor                              | Episódio: "O Cego de Jericó"   | Record   |
| 2015      | Os Dez Mandamentos            | Ikeni                             |                                | Record   |
| 2017      | Belaventura                   | Fernão                            |                                | Record   |
| 2018      | Bake Off Brasil: Mão na Massa | Participante (6º lugar)           | Temporada 2                    | SBT      |
| 2018–2020 | As Aventuras de Poliana       | Afonso Moraes                     |                                | SBT      |
| 2019      | Fábrica de Casamentos         | Ele mesmo                         | Episódio: "25 de maio"         | SBT      |
| 2021      | A Fazenda                     | Participante (17º lugar)          | Temporada 13                   | Record   |
| 2025      | Power Couple Brasil           | Participante (3º lugar)           | Temporada 7                    | Record   |

### Cinema
| Ano  | Título                       | Personagem |
| ---- | ---------------------------- | ---------- |
| 2016 | Os Dez Mandamentos - O Filme | Ikeni      |
| 2015 | Um Lugar para Ser Feliz      | Artur      |

### Videoclipe
| Ano  | Música            | Personagem | Artista           | Álbum           |
| ---- | ----------------- | ---------- | ----------------- | --------------- |
| 2015 | "Janelas da Alma" | Policial   | Gisele Nascimento | Janelas da Alma |